# Caldarium

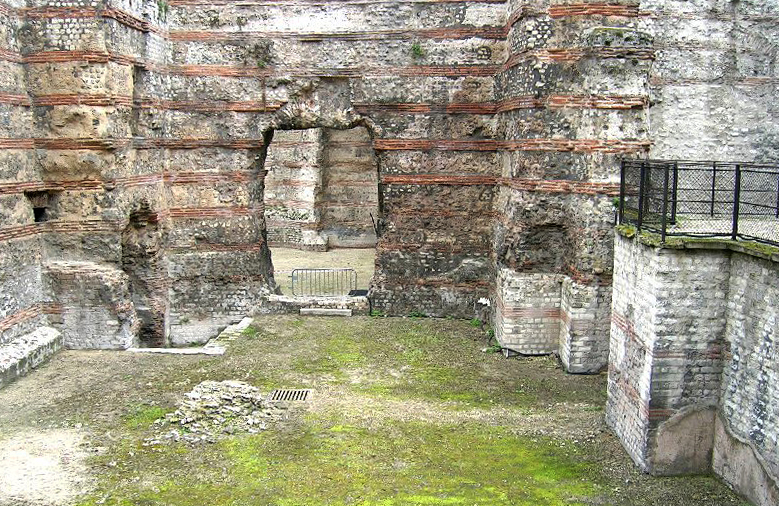
Caldarium des thermes de Cluny à Paris

Dans la Rome antique, le caldarium (ou calidarium) (du latin calidus, « chaud ») était la partie des thermes où l'on pouvait prendre des bains chauds, alimentés par un système d'hypocauste. Elle représente une partie essentielle de l'architecture et de l'ingénierie romaine.
Dans la pièce, un labrum était disposé pour permettre au baigneur de se rafraîchir. Il est placé après le frigidarium, où se trouvaient les bains froids et le tepidarium, avec des bains tièdes, qui servait d'intermédiaire entre les salles principales.
Selon les principes de la médecine romaine, le chaud dilate les pores de la peau et permet l'évacuation des "humeurs".
Dans les bains découverts, les caldariums découverts étaient disposés sur un plan uniforme avec trois parties principales: 
- - une alcôve circulaire (laconium) sur une extrémité
- - un labrum sur un pied élevé au centre et un espace vide au milieu de la pièce (sudatio)
- - un bain chaud (alveus)

Dans les plus grandes thermes de Rome les salles était séparées en plusieurs appartements.

## L'exemple du caldarium des Thermes de Cluny
Une première salle comportait, sur trois de ses côtés, une exèdre correspondant soit à des bancs de sudation, ce qui en ferait une étuve sèche (première étape avant les salles chaudes), soit à des baignoires.
Ces exèdres étaient chauffées par deux grands foyers auxquels étaient adjointes des pièces de service, que l’on peut également interpréter comme étant des saunas.
Dans cette première salle, trois portes permettaient de rejoindre une pièce chauffée à la fois par un hypocauste et par un foyer situé en sous-sol. La pièce suivante était un tepidarium qui communiquait, par l’intermédiaire d’une porte à double entrée, avec un espace formé par deux autres salles chaudes particulièrement lumineuses et ouvertes, également chauffées par des foyers en sous-sol.

## Galerie

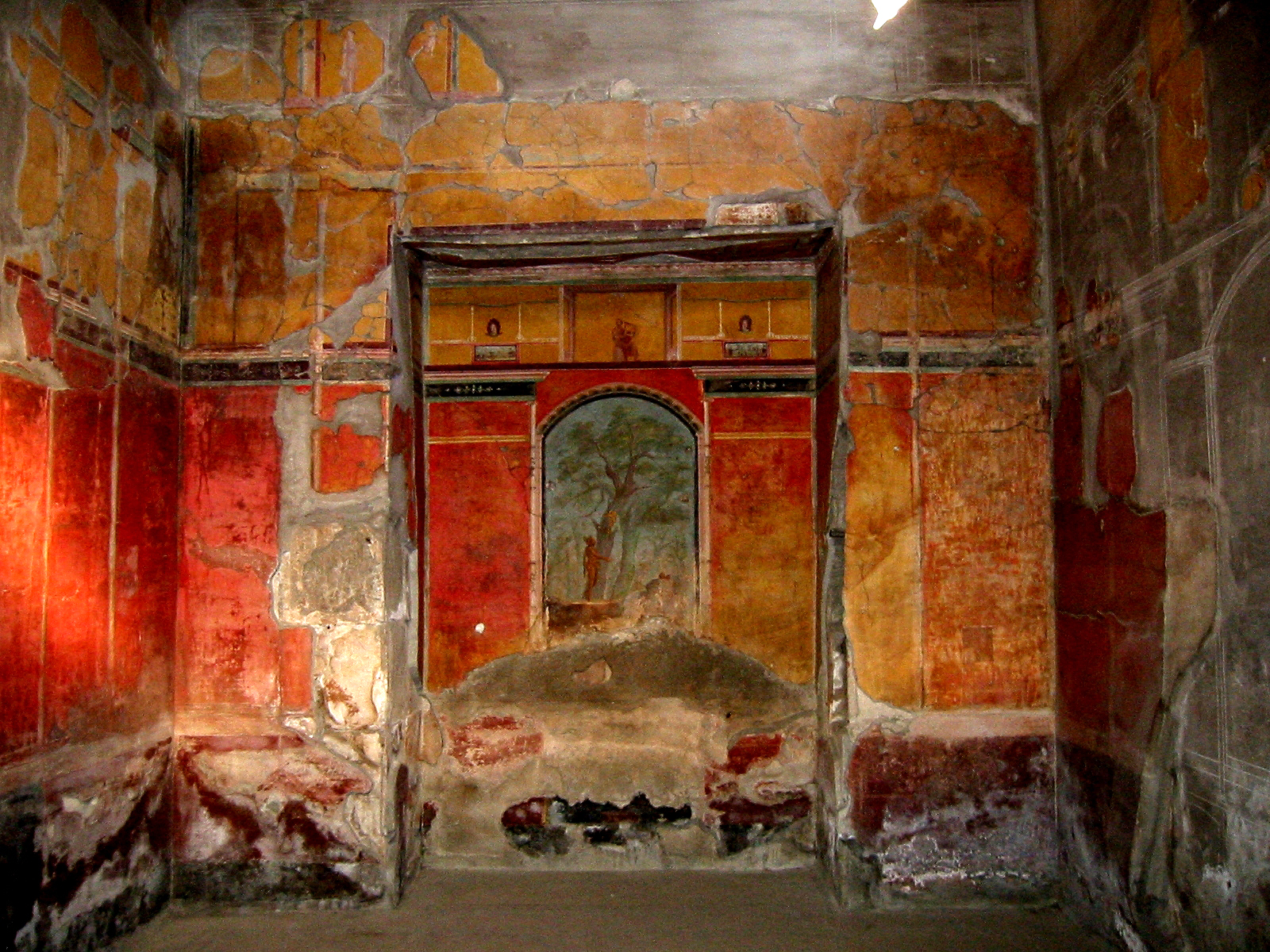
Caldarium de la villa Oplontis, près de Naples, Italie.
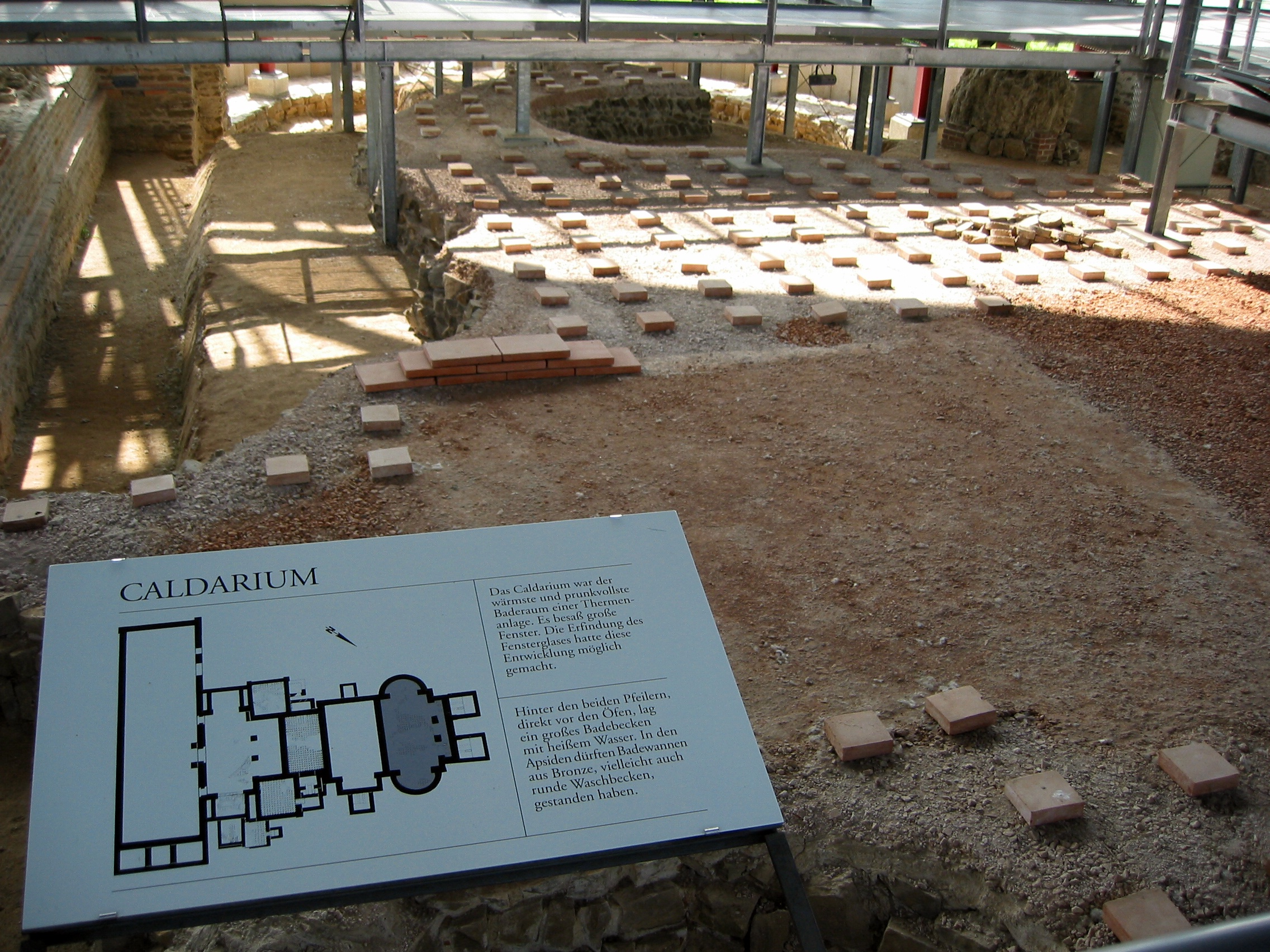
Caldarium du parc archéologique de Xanten, Allemagne.
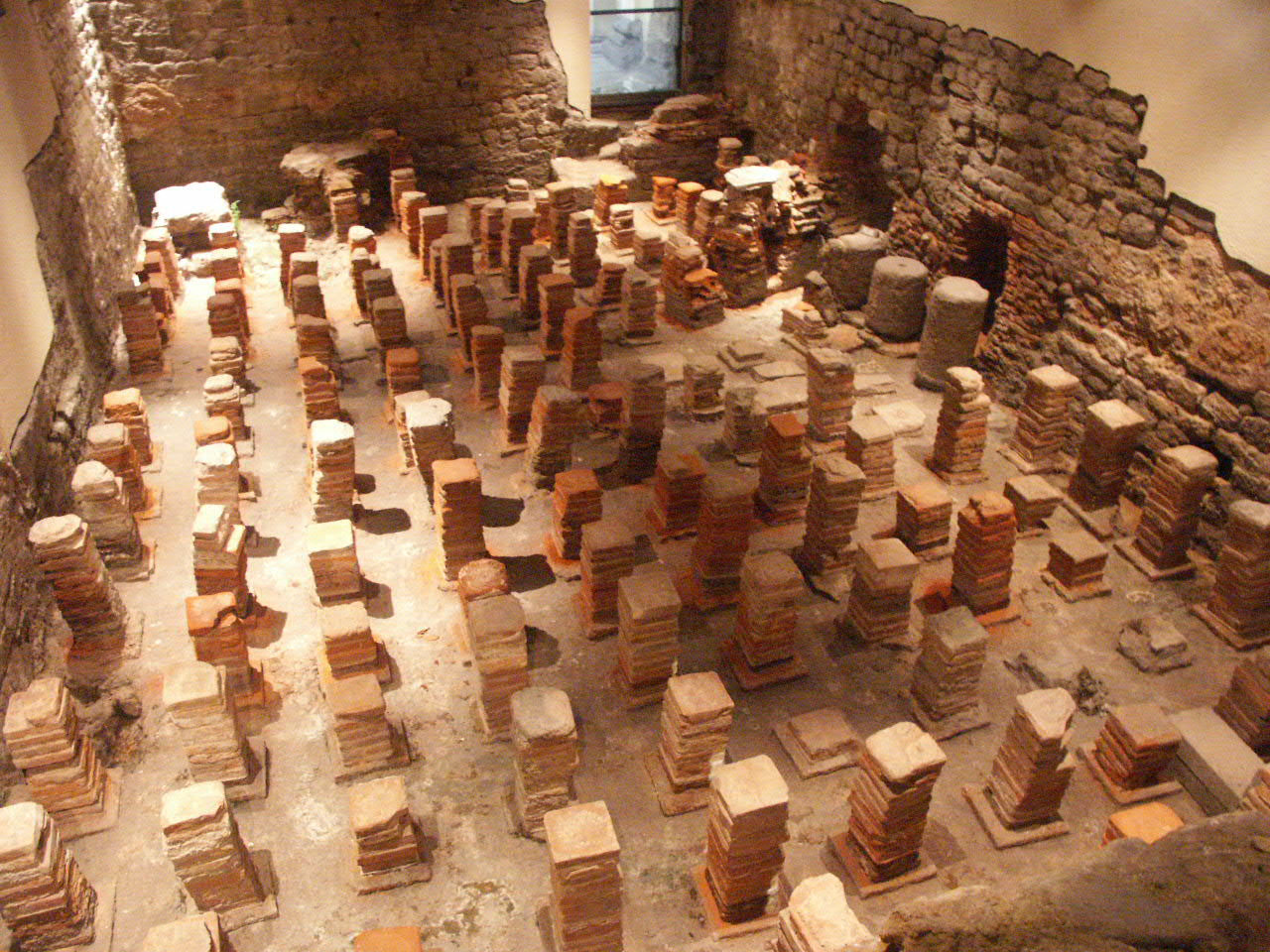
Caldarium des bains romains de Bath, Royaume-Uni.
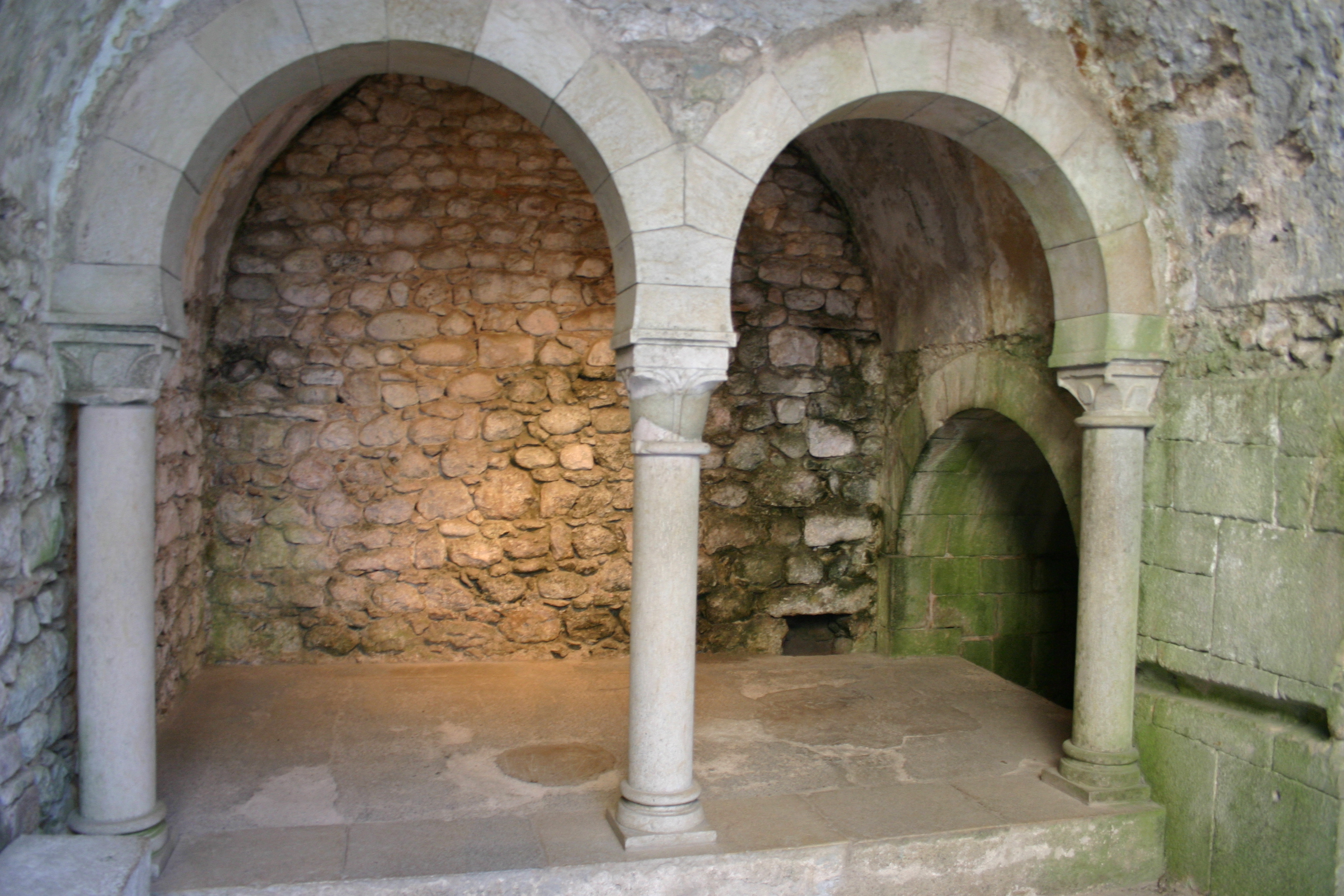
Caldarium médiéval, dit "arabe", à Gérone, Espagne.